# Saprinus inflatus
Saprinus inflatus är en skalbaggsart som beskrevs av Vienna 1981. Saprinus inflatus ingår i släktet Saprinus och familjen stumpbaggar. Inga underarter finns listade i Catalogue of Life.